# پال بداک
پال بداک (انگلیسی: Pál Bedák؛ زادهٔ ۸ سپتامبر ۱۹۸۵) بوکسور اهل مجارستان است.